# 蕭引
蕭 引（しょう いん、生没年不詳）は、南朝梁から陳にかけての人物。字は叔休。本貫は南蘭陵郡蘭陵県。

## 経歴
梁の侍中・都官尚書の蕭介の子として生まれた。品行方正で博学であり、文章を得意とした。著作佐郎を初任とし、西昌侯儀同府主簿に転じた。侯景の乱が起こると、弟の蕭肜や親族100人あまりとともに嶺南に避難し、衡州刺史の欧陽頠を頼った。永定2年（558年）、欧陽頠が広州刺史に転じると、蕭引もこれに従った。天嘉4年（563年）、欧陽頠が病死すると、子の欧陽紇が広州刺史の任を引き継いだ。蕭引は欧陽紇が異心を抱いているのではないかと疑い、事あるごとに諫めた。太建元年（569年）、欧陽紇が広州で挙兵して反乱を起こすと、建康出身の岑之敬・公孫挺らはみな恐れおののいたが、蕭引だけが平然として、「君子は明道をもって身を正し、行義をもって己を直していれば、またどうして恐れることがあろうか」と嘯いた。太建2年（570年）、章昭達が広州を平定すると、蕭引は建康に帰還した。陳の宣帝が蕭引を召し出して嶺南の事情について下問すると、蕭引はつぶさに説明してみせたので、宣帝は喜んでその日のうちに金部侍郎に任じた。
蕭引は隷書を得意として当時に重んじられ、宣帝は「この字は筆勢翩翩、鳥の飛ばんと欲するに似たり」と評した。太建7年（575年）、戎昭将軍の号を加えられた。太建9年（577年）、中衛始興王諮議参軍に任じられ、金部侍郎を兼ねた。太建10年（578年）、呂梁の戦いの敗戦により、陳軍の武器の備蓄が底をついたため、蕭引は庫部侍郎に転じて、弓・弩・槊・箭などの製造を監督した。1年の在職のあいだに、兵器の備蓄は充実した。相次いで中書侍郎・貞威将軍・黄門郎を加官された。太建12年（580年）、吏部侍郎の官が欠員となったため、王寛・謝燮らが推挙されたが、宣帝はともに用いず、蕭引が任用された。
当時、広州刺史の馬靖が嶺南で人心を得ており、軍勢をたくわえ、連年にわたって少数民族の反抗を鎮圧して戦功を挙げていたため、朝廷の猜疑を買っていた。蕭引は宣帝の命により広州に赴き、馬靖を説得してその子弟を人質に出させた。太建14年（582年）、後主が即位すると、中庶子となったが、病のため官を辞した。至徳元年（583年）、建康の治安が悪化したため、貞威将軍・建康県令として復帰した。
当時、殿内隊主の呉璡や宦官の李善度・蔡脱児らから多くの請託があったが、蕭引はそれらを一切突っぱねていた。蕭引の族子で黄門郎の蕭密は、李善度・蔡脱児の朝廷での権勢をおそれて、小事を取りはからってやるよう蕭引に勧めたが、蕭引は聞き入れなかった。呉璡が怪文書を作って蕭引を誣告し、李善度・蔡脱児がその内容を追認したため、蕭引は免官された。後に家で死去した。享年は58。
子の蕭徳言が、最も名を知られた。

## 伝記資料
- 『陳書』巻21 列伝第15
- 『南史』巻18 列伝第8